# Dicasteri per als Bisbes
La Congregació per als Bisbes (Congregatio pro Episcopis) és la congregació de la Cúria Romana que realitza la selecció dels nous bisbes abans de l'aprovació papal. També organitza la visita Ad Limina que realitzen cada cinc anys els bisbes a Roma.
La Congregació per als Bisbes va tenir el seu origen a la Congregació per a l'Erecció d'Esglésies i Provisions Consistorials fundada pel papa Sixt V el 22 de gener de 1588. El seu actual prefecte és Marc Ouellet i el seu secretari Lorenzo Baldisseri.

## Prefectes
- Gaetano de Lai (1908-1928)
- Carlo Perosi (1928-1930)
- Raffaele Carlo Rossi (1930-1948)
- Adeodato Giovanni Piazza (1948-1957)
- Marcello Mimmi (1957-1961)
- Carlo Confalonieri (1961-1973)
- Sebastiano Baggio (1973-1984)
- Bernardin Gantin (1984-1998)
- Lucas Moreira Neves (1998-2000)
- Giovanni Battista Re (2000-2010)
- Marc Ouellet, P.S.S. (2010-2023)
- Robert Francis Prevost, O.S.A., (2023-2025)